# 林雅子
林 雅子（はやし まさこ、1928年7月11日 - 2001年1月9日）は、北海道出身の日本の建築家。女性建築家の草分け的存在である。夫は建築家の林昌二。
日本女子大学家政学部住居学科では彼女を記念して「林雅子賞」を設けている。

## 経歴
- 北海道旭川市生まれ
- 旭川高等女学校（現北海道旭川西高等学校）卒業
- 1951年 日本女子大学家政学部生活芸術科住居専攻卒業、東京工業大学清家清研究室在籍
- 1958年 中原暢子、山田初江と共に女性3人による「林・山田・中原設計同人」設立
- 1981年 女性として初めて日本建築学会賞受賞（一連の住宅作品）
- 1985年 日本女性として初めてアメリカ建築家協会名誉会員選出
- 1986年 第11回吉田五十八賞（ギャラリーをもつ家、雪囲いのある家を近作とする一連の住宅作品）

## 主要作品
- Oさんの住まい
- 自邸「私たちの家II」
- 海のギャラリー
- 相模湖のアトリエ
- ルーフテラスを持つ家
- ギャラリーをもつ家
- 梁山倶楽部

## 著書
- 『現代の住宅設計140選 プランとスケッチ』近藤正一,戎居研造共編.東都書房,1967.
- 『現代日本の住宅』編著.彰国社,1969.
- 『被服材料学』酒井豊子共著.実教出版,1975.
- 『林雅子』SD編集部編.鹿島出版会,1981.現代の建築家
- 『林雅子のディテール 空間の骨格』彰国社,1984
- 『新・空間の骨格（林雅子のディテール 2）』彰国社、2001
- 『建築家林雅子 1928-2001』新建築社,2002